# Фабрика Бутенопов
Фабрика Бутенопов — одно из старейших и крупнейших в Российской империи предприятий по производству земледельческих орудий и сельскохозяйственных машин. 
Фабрика была открыта в 1830 году в Москве. Первоначально она функционировала как ремесленная мастерская, выпускавшая только ручные веялки. Находилась на Мясницкой улице. Её основателями были датские подданные (выходцы из Голштинии) братья Иоганн и Николай Бутенопы, поселившиеся в России в 1826 году. В 1832 году на фабрике трудилось всего 35 рабочих. В 1833 году они за веялку собственной конструкции получили право именоваться машинистами Императорского московского общества сельского хозяйства (МОСХ), затем находились под его покровительством. 
В 1836 году Бутенопы приобрели усадьбу Лобановых-Ростовских на Мясницкой улице. Ими были построены фабрика, склады, казармы для 300 рабочих. Во втором этаже хозяйского дома (ныне дом 43) помещалась Вторая рисовальная школа (позднее известное как Училище живописи, ваяния и зодчества). На фабрике был налажен выпуск молотилок, соломорезок, маслобоек, конных молотилок, больших шестиконных молотилок, конных веялок, одноконных приводов для перевода ряда ручных механизмов на работу силой тяглового скота. В 1848 году братья Бутенопы получили купеческие звания. В 1849 году фабрика начала выпуск переносной модернизированной четырёхконной молотилки, а также «американской» молотилки, улучшенной тульским механиком Коноваловым. В исполнении фабрики Бутенопов она была признана МОСХ лучшей среди отечественных «американских» молотилок в 1849 году и на Московской выставке 1852 года. Веялки производства фабрики Бутенопов считались лучшими в Российской Империи.
На фабрике Бутенопов в 1849 году были изготовлены и работниками фабрики установлены башенные часы Большого Кремлёвского дворца в Москве, а в 1851 году — для Спасской башни Московского Кремля. Бутенопами пожертвованы большие часы для Измайловской военной богадельни. Во второй половине XIX века дом Бутенопов на Мясницкой улице был единственным в Москве домом с часами. В 1874 году фабрика была приобретена Э. А. Липгартом, после чего вновь стала одним из крупнейших предприятий в области сельскохозяйственного машиностроения. 
Впоследствии новый владелец перевел фабрику в Люберцы.